# Tim Suhrstedt
Timothy 'Tim' Suhrstedt (* 5. August 1948 in Baltimore, Maryland) ist ein US-amerikanischer Kameramann.

## Leben
Timothy Suhrstedt hatte an der Lehigh University von Bethlehem (Pennsylvania) ein Wirtschaftsstudium absolviert, ehe er 1976 als Student an das American Film Institute wechselte. Bereits im Jahr darauf begann er seine Tätigkeit hinter der Kamera. Zunächst fotografierte Suhrstedt Dokumentar-, Industrie- und medizinische Ausbildungsfilme, aber auch frühe Musikvideos.
Seit Beginn der 80er Jahre als Chefkameramann beim Kinospielfilm tätig, bebilderte Tim Suhrstedt überwiegend B-Movies und kostengünstig hergestellte A-Filme für eine jugendliche Zielgruppe (u. a. Teenwolf, Critters – Sie sind da!, Mannequin und Pizza Pizza – Ein Stück vom Himmel). Auch seine späteren Arbeiten sind, in der Regel Komödien, zumeist dem nicht allzu anspruchsorientiertem Family Entertainment zuzuordnen.
Suhrstedt hat sich trotz seiner intensiven Kinotätigkeit auch mehrfach Zeit für Ausflüge zum Fernsehen (zum Beispiel die Kultserie Ally McBeal) genommen; zwischen 2002 und 2005 widmete er sich komplett der TV-Arbeit (Mister Sterling, The Brotherhood of Poland, New Hampshire, Grey’s Anatomy).
Anfang 2005 nahm er seine Tätigkeit für das Kino wieder auf. Das erste Werk nach seiner Rückkehr wurde das Oscar-nominierte, von der Kritik mit Elogen bedachte Selbstfindungs- und Road-Movie Little Miss Sunshine, eine Off-Hollywood-Produktion über die Brüchigkeit von Träumen, Familienbanden und des american way of life.

## Filmografie (Auswahl)
- 1980: Go West, Young Man
- 1981: Der Android (Android)
- 1982: Mutant – Das Grauen im All (Forbidden World)
- 1982: The House on Sorority Row
- 1983: Suburbia – Rebellen der Vorstadt (Suburbia)
- 1984: Teenwolf (Teen Wolf)
- 1984: Stand Alone
- 1984: T.V. – Total verrückt (The Ratings Game)
- 1985: Critters – Sie sind da! (Critters)
- 1986: Mannequin
- 1987: Pizza Pizza – Ein Stück vom Himmel (Mystic Pizza)
- 1988: Kid Gloves Last Fight (Split Decisions)
- 1988: Hilfe, ich bin ein Außerirdischer – Ausgeflippte Zeiten auf der Erde (Doin’ Time on Planet Earth)
- 1988: FBI Academy (Feds)
- 1988: Men at Work (Men at Work)
- 1989: Bill & Teds verrückte Reise durch die Zeit (Bill & Ted's excellent adventure)
- 1990: Fast Food Family (Don’t Tell Mom the Babysitter’s Dead)
- 1991: Der Spaß beginnt (Noises Off)
- 1991: Spuren von Rot (Traces of Red)
- 1991: The Favor – Hilfe, meine Frau ist verliebt! (The Favor)
- 1994: Allein mit Dad & Co (Getting Even with Dad)
- 1996: Schatten einer Liebe (To Gillian on Her 37th Birthday)
- 1997: Eine Hochzeit zum Verlieben (The Wedding Singer)
- 1997: Zweite Liga – Die Indianer von Cleveland sind zurück (Major League: Back to the Minors)
- 1999: Alles Routine (Office Space)
- 2000: Hoffnungslos verliebt (Whatever it Takes)
- 2000: Fantasia 2000
- 2000: Summer Catch
- 2000: Santa Monica Boulevard
- 2001: Pumpkin
- 2002: Clockstoppers
- 2002: Frank McKlusky – Mann für besondere Fälle (Frank McKlusky, C.I.)
- 2002: Hot Chick – Verrückte Hühner (The Hot Chick)
- 2006: Little Miss Sunshine
- 2006: Idiocracy
- 2006: Relative Strangers
- 2007: Die Solomon Brüder (The Brothers Solomon)
- 2009: Ausgequetscht (Extract)
- 2009: Verrückt nach Steve (All About Steve)
- 2009: 17 Again – Back to High School (17 Again)
- 2009: Lügen macht erfinderisch (The Invention of Lying)
- 2012: Vamps – Dating mit Biss (Vamps)
- 2013: Movie 43
- 2013: As Cool as I Am
- 2014: Hauptsache, die Chemie stimmt (Better Living Through Chemistry)
- 2014: Sex Tape
- 2015: Der Knastcoach (Get Hard)
- 2015–2019: Silicon Valley (Fernsehserie)
- 2016: The Beatles: Eight Days a Week – The Touring Years (Dokumentarfilm)
- 2017: Lucky
- 2017: El Camino Christmas
- 2018: Spivak
- 2019: Always Be My Maybe
- 2021: Vacation Friends